# Tracy Chapman
Pour les articles homonymes, voir Chapman.
Tracy Chapman est une autrice-compositrice-interprète américaine née le 30 mars 1964 à Cleveland (Ohio).
Son répertoire a une dimension contestataire et engagée, et son style mêle notamment blues, folk et soul. Elle connaît le succès dès la sortie de son premier album, grâce notamment à sa participation au concert pour les 70 ans de Mandela en juin 1988, où elle interprète Talkin' 'bout a Revolution et Fast Car.
Autrice de huit albums studio, de Tracy Chapman (1988) à Our Bright Future (2008), elle a vendu plus de quarante millions d'albums dans le monde et a reçu quatre Grammy Awards. Parmi ses principaux succès figurent également les chansons Baby Can I Hold You, Crossroads, New Beginning et Sing for you.
En 1999, elle participe au concert One Love Tribute, en hommage à Bob Marley. Elle participe également au concert Tribute to Buddy Guy en 2012 au Kennedy Center devant le président Barack Obama ; elle y interprète la chanson blues Hound Dog.
En juillet 2023, Tracy Chapman devient la première femme noire à recevoir une récompense aux  Country Music Association Awards, les trophées de la country : sa chanson Fast Car est élue chanson de l'année, après que le chanteur Luke Combs l'a reprise, la version de ce dernier atteignant la première place du classement Country Airplay.

## Biographie

### Jeunesse
Tracy Chapman est née à Cleveland, dans l'Ohio. Elle est élevée par sa mère dans la banlieue de la ville. À trois ans, celle-ci remarque son intérêt pour la musique et lui achète un ukulélé. Elle commence à jouer de la guitare et à écrire des chansons à l'âge de huit ans. Elle déclare avoir voulu apprendre cet instrument en regardant, enfant, l'émission de variétés Hee Haw, qui diffusait des artistes de musique country.
Élevée dans la religion baptiste, elle fréquente un lycée épiscopalien ; tous les dimanches, elle chante avec sa mère à l'église de son quartier. Elle bénéficie d'un programme de soutien aux étudiants issus de milieux défavorisés et est admise dans un établissement scolaire d'excellence dans le Connecticut. Elle est ensuite admise à l'université Tufts, à Boston, elle obtient un Bachelor of arts en anthropologie et en études africaines en 1986.

### Débuts et premier album (1988)

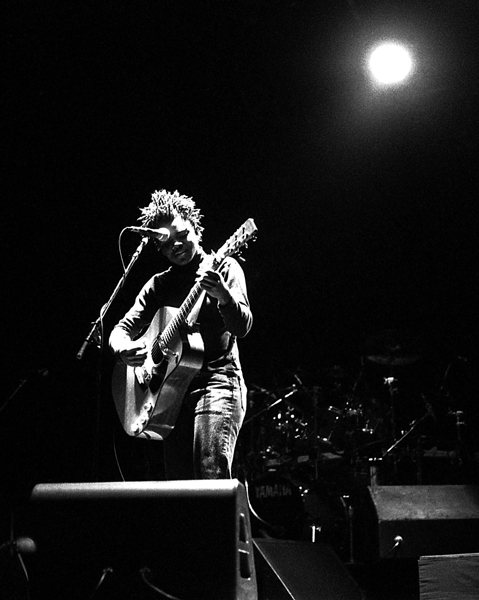
Tracy Chapman en concert à Budapest (Hongrie) en septembre 1988.

Elle passe son temps libre à chanter dans les bars de Boston ainsi que dans la rue, et devient alors l'une des idoles de la scène folk locale, où le fils du patron de sa future maison de disques la repère. Elle enregistre une maquette qui sera diffusée sur quelques radios locales, ainsi qu'une chanson (For My Lover) pour Fast Folk Musical Magazine, un magazine local de folk vendu avec un CD.
Après avoir obtenu son diplôme, un contrat lui est proposé par le label Elektra Records, qui a notamment produit The Doors, Queen et Metallica. En 1988, elle publie son premier album, intitulé Tracy Chapman. L'album est apprécié par la critique : elle effectue une petite tournée promotionnelle aux États-Unis et commence à se faire connaître. Le 11 juin 1988, elle participe au concert pour les 70 ans de Mandela au stade de Wembley, à Londres, au cours duquel elle interprète Fast Car, Behind The Wall et Talkin' 'Bout a Revolution. L'album se vend à cinq millions d'exemplaires en un an, et Tracy Chapman remporte trois Grammy Awards, dont celui de la révélation de l'année. Le magazine Rolling Stone a classé Fast Car en 167e position dans son classement des 500 plus grandes chansons de tous les temps.
Elle participe par la suite à des concerts aux côtés de Sting, Peter Gabriel, Youssou N'Dour et Bruce Springsteen lors du Human Rights Now! Tour organisé par Amnesty International en 1988. D'après le site de la chaîne de télévision MTV, « Son album détonnait dans une ère où dominait le politiquement correct. Avec des groupes comme 10,000 Maniacs et R.E.M., l'engagement à gauche de Tracy Chapman eut une grande influence dans les campus universitaires américains à la fin des années 1980 ».

### Crossroads(1989),Matters of the Heart(1992) etNew Beginning(1995)
Son deuxième album, Crossroads, sort le 3 octobre 1989. Elle déménage de Boston et s'installe à San Francisco deux semaines avant le séisme de Loma Prieta, qui provoqua la mort de 63 personnes. L'album ne connaît pas un succès comparable au précédent mais devient néanmoins disque de platine aux États-Unis. Il comprend une chanson dédiée à Nelson Mandela, Freedom Now. En avril 1990, elle participe à un second concert de soutien à Mandela organisé au Stade de Wembley. En janvier 1991, elle prononce le discours de réception du groupe The Impressions au Rock and Roll Hall of Fame.
L'album Matters of the Heart, sorti le 28 avril 1992, ne rencontre guère de succès : Tracy Chapman se fait alors plus rare sur scène et dans les médias, jusqu'à la sortie de son quatrième album, New Beginning, en 1995. Elle fait des apparitions dans les émissions de télévision américaines les plus populaires, comme le Late Show with David Letterman ou The Tonight Show.
En novembre 2008, Tracy Chapman publie son huitième album, intitulé Our Bright Future. L'opus s'est vendu à plus de 200 000 copies en France. Forte de son succès en 2008, elle repart en tournée durant l'hiver 2008 en solo puis, durant l'été, 2009, accompagnée d'un groupe en passant par Nantes, Lille, Rouen ou encore Paris. Le 26 juin 2009, en hommage au « roi de la pop » Michael Jackson, elle interprète à Paris I'll Be There, des Jackson 5.
Elle a réalisé huit albums studio et deux compilations, vendus à plus de 40 millions d'exemplaires à travers le monde.
En novembre 2023, elle devient la première artiste noire à remporter le prix de la chanson de l’année aux Country Music Association Awards, avec le morceau Fast Car repris par Luke Combs. En février 2024, lors de la 66e cérémonie des Grammy Awards, les deux artistes sont montés sur scène pour interpréter le morceau en duo, dans une performance remarquée.

### Engagement politique
Tracy Chapman est fortement engagée politiquement. Elle s'intéresse notamment aux droits humains et a joué lors de concerts pour soutenir diverses causes. Elle soutient Amnesty International et en 1988, elle a joué lors d'un concert organisé par Amnesty International qui célébrait la Déclaration universelle des droits de l'homme. En 2004, elle a participé à une course cycliste contre le SIDA. En 2020, elle a chanté pendant l'émission Late Night with Seth Meyers pour inciter les Américains à voter aux élections.
Elle est féministe.

### Vie privée
Bien que Tracy Chapman ait toujours refusé d'indiquer publiquement son orientation sexuelle, l'autrice Alice Walker a parlé de sa relation amoureuse avec elle, qui a eu lieu dans les années 1990.

## Discographie

### Albums
| Année | Album                       | Royaume-Uni | États-Unis (Billboard) | Suisse | France | Allemagne | États-Unis (RIAA) |
| 1988  | Tracy Chapman               | 1           | 1                      | 1      | 27     | 1         | US 6x Platinum    |
| 1989  | Crossroads                  | 1           | 9                      | 2      | —      | 1         | US Platinum       |
| 1992  | Matters of the Heart        | 19          | 53                     | 10     | —      | 13        | US Gold           |
| 1995  | New Beginning               | —           | 4                      | 22     | 44     | 60        | US 5x Platinum    |
| 2000  | Telling Stories             | 85          | 33                     | 2      | 9      | 5         | US Gold           |
| 2001  | Collection (Compilation)    | 3           | —                      | 4      | —      | 3         | —                 |
| 2002  | Let It Rain                 | 36          | 25                     | 4      | 3      | 15        | —                 |
| 2005  | Where You Live              | 43          | 49                     | 4      | 7      | 12        | —                 |
| 2008  | Our Bright Future           | 75          | 57                     | —      | 5      | —         | —                 |
| 2015  | Greatest Hits (Compilation) | —           | —                      | —      | —      | —         | —                 |

### Singles
| Année | Titre                            | UK singles | U.S. singles | Swiss singles | Album                |
| 1988  | Fast Car                         | 6          | 6            | Tracy Chapman |                      |
| 1988  | Talkin' 'Bout a Revolution       | 85         | 75           | Tracy Chapman | —                    |
| 1988  | Baby Can I Hold You              | 94         | 48           | Tracy Chapman | —                    |
| 1989  | All That You Have Is Your Soul   | —          | —            | —             | Crossroads           |
| 1989  | Crossroads                       | 61         | 90           | 18            | Crossroads           |
| 1990  | Subcity                          | —          | —            | —             | Crossroads           |
| 1992  | Bang Bang Bang                   | —          | —            | —             | Matters Of The Heart |
| 1992  | Dreaming on a World              | —          | —            | —             | Matters Of The Heart |
| 1995  | Give Me One Reason               | 127        | 3            | —             | New Beginning        |
| 1996  | New Beginning                    | —          | 106          | —             |                      |
| 1996  | The Promise                      | —          | —            | —             |                      |
| 1996  | Smoke and Ashes                  | —          | 119          | —             |                      |
| 2000  | Telling Stories                  | —          | 108          | 76            | Telling Stories      |
| 2000  | It's OK [US Radios Only]         | —          | —            | —             | Telling Stories      |
| 2000  | Wedding Song [US Radios Only]    | —          | —            | —             | Telling Stories      |
| 2001  | Baby Can I Hold You [Re-release] | —          | —-           | —             | Collection           |
| 2002  | You're the One                   | 146        | —            | —             | Let It Rain          |
| 2003  | Another Sun [UK Promo only]      | —          | —            | —             | Let It Rain          |
| 2005  | Change                           | 191        | —            | —             | Where You Live       |
| 2006  | America [Promo Only]             | —          | —            | —             | Where You Live       |
| 2008  | Sing For You                     | —          | —            | —             | Our Bright Future    |